# Glencoe (Illinois)
Glencoe es una villa ubicada en el condado de Cook en el estado estadounidense de Illinois. En el Censo de 2010 tenía una población de 8723 habitantes y una densidad poblacional de 891 personas por km².

## Geografía
Glencoe se encuentra ubicada en las coordenadas 42°8′4″N 87°45′47″O / 42.13444, -87.76306. Según la Oficina del Censo de los Estados Unidos, Glencoe tiene una superficie total de 9.79 km², de la cual 9.63 km² corresponden a tierra firme y (1.61%) 0.16 km² es agua.

## Demografía
Según el censo de 2010, había 8723 personas residiendo en Glencoe. La densidad de población era de 891 hab./km². De los 8723 habitantes, Glencoe estaba compuesto por el 94.02% blancos, el 1.23% eran afroamericanos, el 0.09% eran amerindios, el 2.69% eran asiáticos, el 0.01% eran isleños del Pacífico, el 0.5% eran de otras razas y el 1.46% pertenecían a dos o más razas. Del total de la población el 2.66% eran hispanos o latinos de cualquier raza.

## Personajes populares
Son de destacar como nacidos o residentes de Glencoe :
- Archibald MacLeish, poeta
- Fred Savage, actor
- Ben Savage, actor
- Gene Siskel, escritor
- Harold Ramis, director de cine, escritor y actor
- Bruce Dern, actor
- Lili Taylor, actriz
- Leo Burnett, ejecutivo de publicidad.[6]

## Puntos de interés
- Jardín Botánico de Chicago
- Cook County Forest Preserves
- Frank Lloyd Wright-designed Sylvan Road Bridge (cemento) (diseñado en 1915)
- Frank Lloyd Wright-designed Ravine Bluffs Subdivision entry light/planter monuments at Sylvan/Franklin and at Franklin/Meadow (circa 1915)
- Glencoe Train Station (alrededor de 1891)
- Friends Park
- Glencoe Golf Club
- Glencoe Park District, featuring disc golf
- Glencoe Public Library
- Glencoe Sailing Beach
- Kalk Park
- Schools: South (grades K-2), West (grades 3-4), Central (grades 5-8)
- Skokie Lagoons
- Watts Ice Arena
- Writers Theatre
- "Glencoe Historical Society", incluyendo al "Eklund History Center Museum and Garden"